# Округ Скот (Тенеси)
Округ Скот (енгл. Scott County) је округ у америчкој савезној држави Тенеси.

## Демографија
По попису из 2010. године број становника је 22.228, што је 1.101 (5,2%) становника више него 2000. године.
| Група             | 2000.          | 2010.          |
| Белци             | 20.721 (98,1%) | 21.795 (98,1%) |
| Афроамериканци    | 19 (0,1%)      | 21 (0,1%)      |
| Азијати           | 25 (0,1%)      | 43 (0,2%)      |
| Хиспаноамериканци | 120 (0,6%)     | 120 (0,5%)     |
| Укупно            | 21.127         | 22.228         |